# Outer Critics Circle Award
L'Outer Critics Circle Award è un premio statunitense che viene assegnato ai migliori spettacoli teatrali di prosa e musical rappresentati a Broadway e nell'Off Broadway: l'assegnazione del premio è rivolta anche allo staff tecnico ed artistico degli spettacoli, nonché ai suoi autori. Il premio viene consegnato dal 1950.